# Taiji Kase
Taiji Kase (加瀬 太地 'Kase Taiji'?,  9 de febrero de 1929 – 24 de noviembre de 2004) Fue un maestro japonés de Karate Shotokan. Fue también uno de los primeros maestros responsables de la introducción de este arte marcial en Europa, enseñando karate en Francia, desde finales de 1960 hasta mediados de los años 1980. En sus años posteriores viajó por todo el mundo enseñando karate, conservando París como su lugar de residencia personal.

## Inicios
Kase nació el 9 de febrero de 1929 en Chiba, Prefectura de Chiba, Japón. Dado que su padre - Nobuaki Kase - ostentaba el 5 º dan en Judo, Taiji Comenzó a aprender dicha disciplina antes de cumplir los 6 años de edad. Más adelante, en su niñez, estudió también las artes del Aikido y del Kendo.
Para el año de 1944, a la edad de 15 años, Kase alcanzó el rango de 2 º dan de judo y ese mismo año, leyó su primer libro sobre karate, escrito por el maestro Gichin Funakoshi lo cual le inspiró a comenzar el estudio de ese arte bajo la tutela del mismo Funakoshi y posteriormente con su hijo Gigo (o Yoshitaka) Funakoshi, antes de la muerte de este último, acaecida en 1945. Se dice que juntos desarrollaron las técnicas de patadas altas que conocemos hoy en día.[cita requerida] A partir de ese punto, Genshin Hironishi tomó la labor de enseñanza del Dojo, quién junto Tadao Okuyama resultaron ser una gran influencia en el aprendizaje del joven Taiji.
De sus cuatro instructores, Hironishi fue quien le enseñó por más tiempo, durando bajo su tutela seis años. Para ese entonces, Kase estaba por presentar examen para obtener el tercer dan en judo, pero optó por centrarse en el karate en su lugar.

## Aprendizaje y aportes al Karate-Do
En marzo de 1945, durante las etapas finales de la Segunda Guerra Mundial, Kase se alistó en la Armada Imperial Japonesa y se unió al cuerpo de soldados Kamikaze. Sin embargo, la guerra terminó antes de que tuviera la oportunidad de dar la vida por su país. Uno de sus biógrafos, Martín Fernández, escribió:

Solía comentar que como podría haber muerto en la guerra y sin embargo estaba vivo no tenía motivos para estar triste. Y así era, pues siempre lo veíamos con una sonrisa o actitud interior muy especial
Martín Fernández

Como el Hombu Dojo (sala principal de entrenamiento en el DO) Shotokan había sido destruido por los bombardeos americanos, Kase no pudo encontrar otro dojo de karate donde entrenar, así que regresó al estudio del judo por un tiempo. Sin embargo, Cuando los estudiantes del Shotokan se reagruparon bajo la tutela de Funakoshi, el joven Kase volvió con ellos.
En 1946, Kase fue ascendido a 1 ª Dan en Karate Shotokan. Al mismo tiempo comenzó a estudiar economía en la Universidad de Senshu y para 1949 ya era capitán del equipo de karate de dicha universidad, al tiempo que alcanzaba el 3.er Dan. Kase se graduó de la Universidad Senshu en 1951 y se unió a la recién formada Japan Karate Association (JKA), con el objetivo de convertirse en un instructor de karate profesional y fue el encargado de responder a los muchos desafíos hechos a la JKA en sus inicios  (Posteriormente se convertiría en el Jefe Instructor de la rama europea de la JKA). Una de sus funciones en la JKA en Japón fue capacitar a los futuros instructores en kumite (combate), área en la que era famoso por la potencia, velocidad y variedad de sus técnicas; entre sus alumnos más destacados de este período se encuentran  Keinosuke Enoeda y Shirai Hiroshi. Tras la muerte de Funakoshi en 1957 y la división de la JKA en dos bandos antagónicos (conocidos coloquialmente en occidente como Shotokan y Shotokai), Kase mantiene relaciones con ambas organizaciones.
Dentro de sus grandes contribuciones al Karate-Do están: el desarrollo de las técnicas de golpeo continuo con la mano adelantada (Hente y Sente) el perfeccionamiento de las patadas altas - especialmente la patada Ura mawashi geri, característica de este estilo - y varias de las aplicaciones (bunkai) en los katas, respecto a las técnicas de golpes indirectos (haito y Shuto), luxaciones, derribos e inmovilizaciones. Es de notarse que algunos instructores consideran que estas técnicas han sido dejadas a un lado por la mayoría de instructores actuales, en favor de técnicas compatibles con el aspecto deportivo del Karate-Do [cita requerida]

## En el extranjero
En 1964, Kase salió de Japón para introducir el karate en el extranjero. Ese año, enseñó durante tres meses en Sudáfrica y siguió enseñando allí durante el próximo año con Enoeda, Shirai y Hirokazu Kanazawa. De 1965 a 1966, enseñó en los Estados Unidos de América, Alemania Occidental, los Países Bajos y Bélgica. En 1967 impartió cursos con Shirai en Italia por varios meses y después viajó a Francia, donde se instaló definitivamente en París. En 1968, Kase fue el entrenador de la Federación Francesa de Karate. Luego pasó a enseñar karate en esa misma ciudad durante casi 20 años antes de decidir cerrar su dojo a mediados de la década de 1980. Entre sus estudiantes europeos más destacados estuvieron Steve Cattle (quien luego fundó la Academia Inglesa de Shotokan) y por parte de Francia Henry Plée y Jean Pierre Lavorato (International karate do academy). Así mismo, durante su estancia en Francia Kase escribió libros sobre su particular visión del arte marcial, incluyendo: "5 Heian: Katas, Karate, Shotokan" (1974), "18 supérieurs kata: Karate-do Shotokan Ryu" (1982) y "kata-dô Karaté: 5-Heian, 2-Tekki" (1983).
Después de cerrar su dojo en Francia, El Sensei Kase comenzó a viajar alrededor del mundo para enseñar karate, impartiendo clínicas y seminarios basados en su propia visión del Karate-Do: el Karate Shotokan Ryu Kase Ha.

## Últimos años
En 1989, Kase y Shirai fundan la "World Karate-Do Shotokan Academy" (WKSA, extinta). Para el 31 de mayo de 1999, Kase sufre un ataque al corazón, del cual logra recuperarse (esto debido a que a pesar de su avanzada edad y evidente sobrepeso, contaba aún con una gran fortaleza y condición física) en el Hospital Americano de París. Tras su recuperación - y en contra de la opinión médica - volvió a la enseñanza del karate. En 2001 desaparece la WKSA y Kase funda la "Karate Do Shotokan Ryu Kase Ha" (KSK).
El 6 de noviembre de 2004, Kase enfermó gravemente y fue hospitalizado. Regresó a casa más tarde y parecía estar recuperándose, pero en la mañana del 19 de noviembre su esposa no pudo despertarlo. Kase había caído en la inconsciencia y fue llevado al hospital, pero su condición se deterioró aún más. Murió a las 5:25 p. m. el 24 de noviembre de 2004, dejando atrás a su esposa, dos hijas, su madre (entonces 101 años de edad) y dos hermanos. Su funeral se celebró en el crematorio del cementerio Père Lachaise, París, el 30 de noviembre de 2004.  Al momento de morir, el Sensei Kase tenía el grado de 9º dan.